# Achot IV Bagratouni
Pour les articles homonymes, voir Achot.
Achot IV Bagratouni (en arménien Աշոտ Դ Բագրատունի) ou Achot Msaker (Աշոտ Մսակեր, « Achot le Carnivore » ; mort en 826) est un prince arménien de la famille des Bagratides qui est prince des princes d'Arménie de 806 à 826.

## Biographie
Achot est fils de Smbat VII Bagratouni, sparapet et prince d'Arménie, et d'une princesse Mamikonian.
Son père ainsi que de nombreux nobles arméniens sont tués à la bataille de Bagrévand (25 avril 775), et le calife nomme un renégat Tatjat Antzévatsi comme prince d'Arménie. Pendant que les Arçrouni combattent le nouveau prince, Achot et son frère Sapouh, tout en menant une guérilla contre les Arabes, s'emparent des biens des Mamikonian et des Kamsarakan. Achot devient ainsi prince du Taron, succédant à son oncle Chmouel Mamikonian, tandis que son frère devient prince de Tayk.
En 806, pour faire échec aux Arçrouni, devenus trop puissants, et pour empêcher un rapprochement entre l'Arménie et Byzance, le calife abbasside Hâroun ar-Rachîd nomme Achot išxanac išxan, soit prince des princes d'Arménie. Son gouvernement est profitable à l'Arménie, car il s'attache à rétablir la paix entre les familles nobles et à conclure une alliance avec la maison Arçrouni, devenue rivale. Il meurt en 826.

## Mariage et enfants
D'une épouse inconnue, il laisse :
- Bagrat II, prince du Taron, puis prince des princes d'Arménie ;
- Smbat VIII, sparapet d'Arménie ;
- Hripsime, mariée à Hamazasp Arçrouni, prince de Vaspourakan.